# Médoc

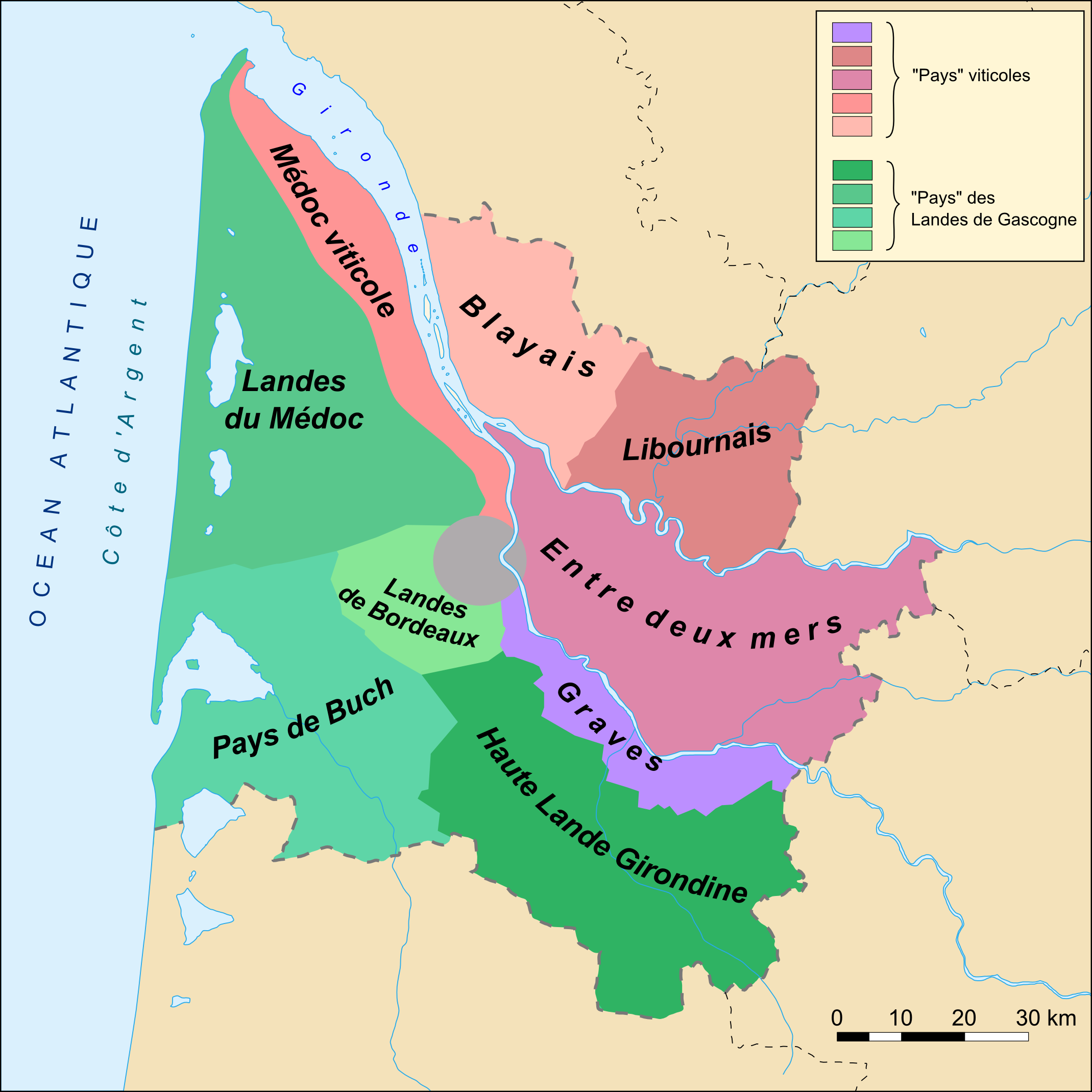
Streken in Gironde, waaronder de Médoc

De Médoc is een Franse landstreek, wijnstreek en regionaal natuurpark in het departement Gironde, boven de stad Bordeaux. De streek strekt zich uit over een gebied van 80 bij 15 kilometer langs de linkeroever van de Gironde. Het is onderverdeeld in de Haut-Médoc in het zuiden en de (Bas-)Médoc in het noorden.

## Wijnen
De wijnstokken met hoofdzakelijk Cabernet Sauvignon, aangevuld met Cabernet Franc, Petit verdot en Merlot, staan op terrassen van kiezel, grind, kalksteen, klei, mergel en zand, wat voor een goede afwatering zorgt. Door traditionele wijze van vinificatie ontstaan klassieke wijnen, geschikt voor enige tot tientallen jaren opleg.

### Appellations Contrôlées
1. AC Médoc
2. AC Haut-Médoc
3. Appellation Contrôlée Communales:
  1. AC Saint-Estèphe
  2. AC Pauillac
  3. AC Saint-Julien
  4. AC Listrac-Médoc
  5. AC Moulis-en-Médoc
  6. AC Margaux

### Classification des Grands Crus Classés du Médoc
Naast deze indeling op herkomst is er sinds de Parijse wereldtentoonstelling van 1855 ook één op kwaliteit voor de toppers (zie Bordeauxwijn (classificatie 1855)). Men maakt onderscheid in vijf klassen. De indeling is sinds die tijd nauwelijks gewijzigd.

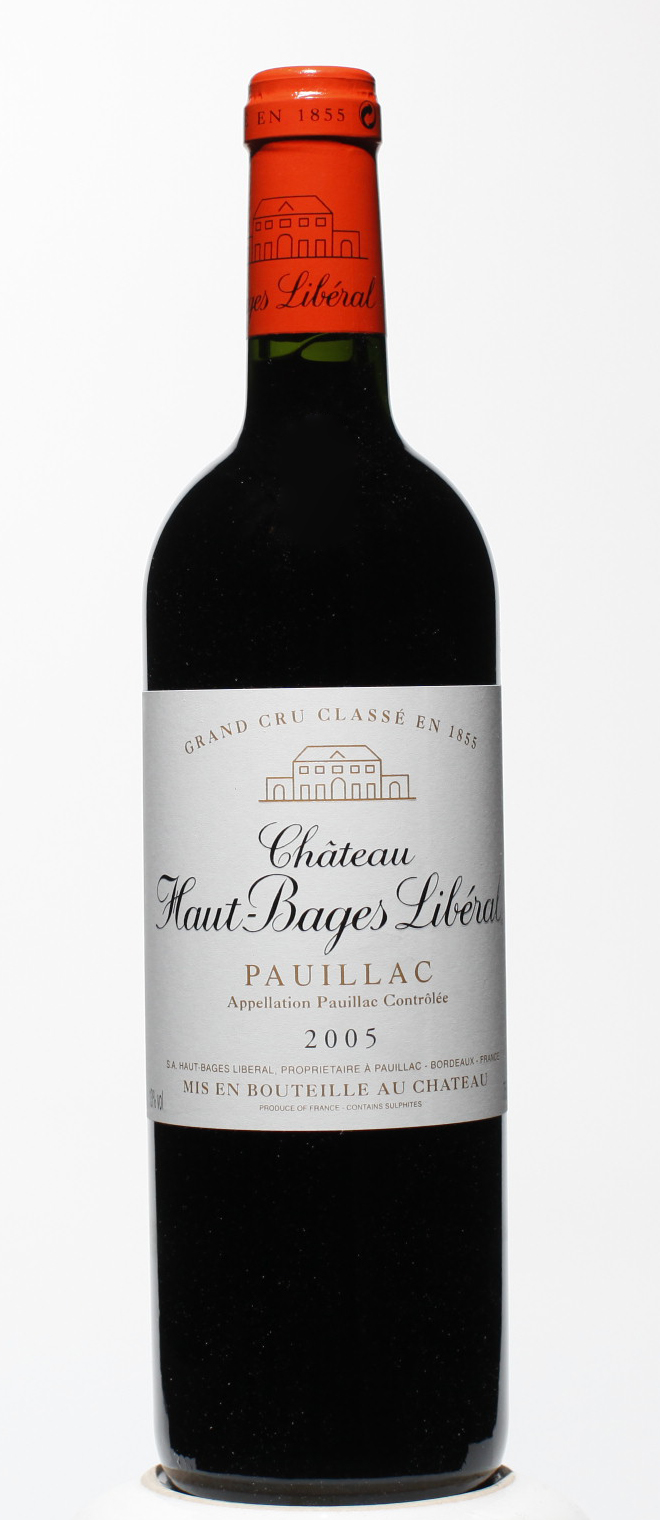
Château Haut-Bages Libéral (Pauillac)
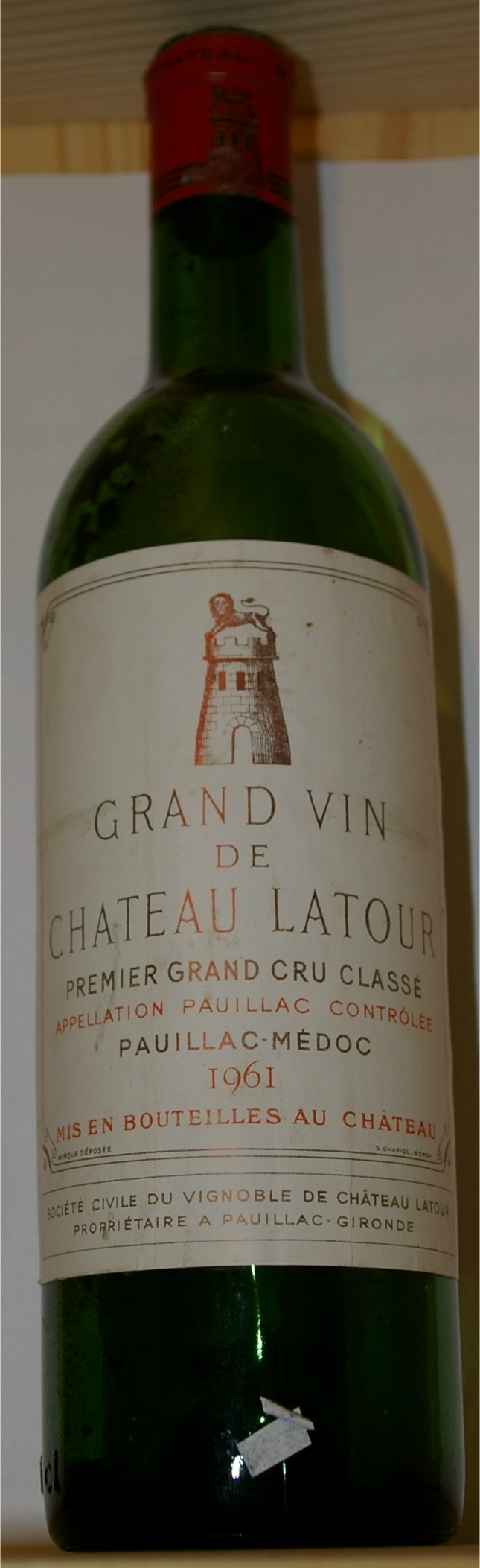
Château Latour (Pauillac)
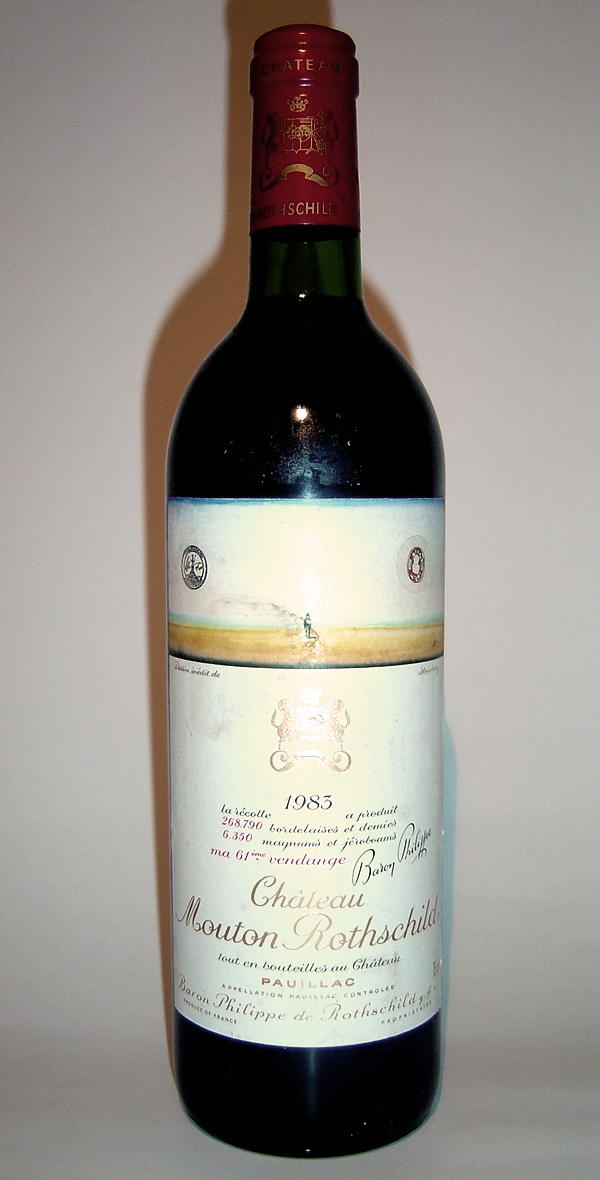
Château Mouton Rothschild (Pauillac)
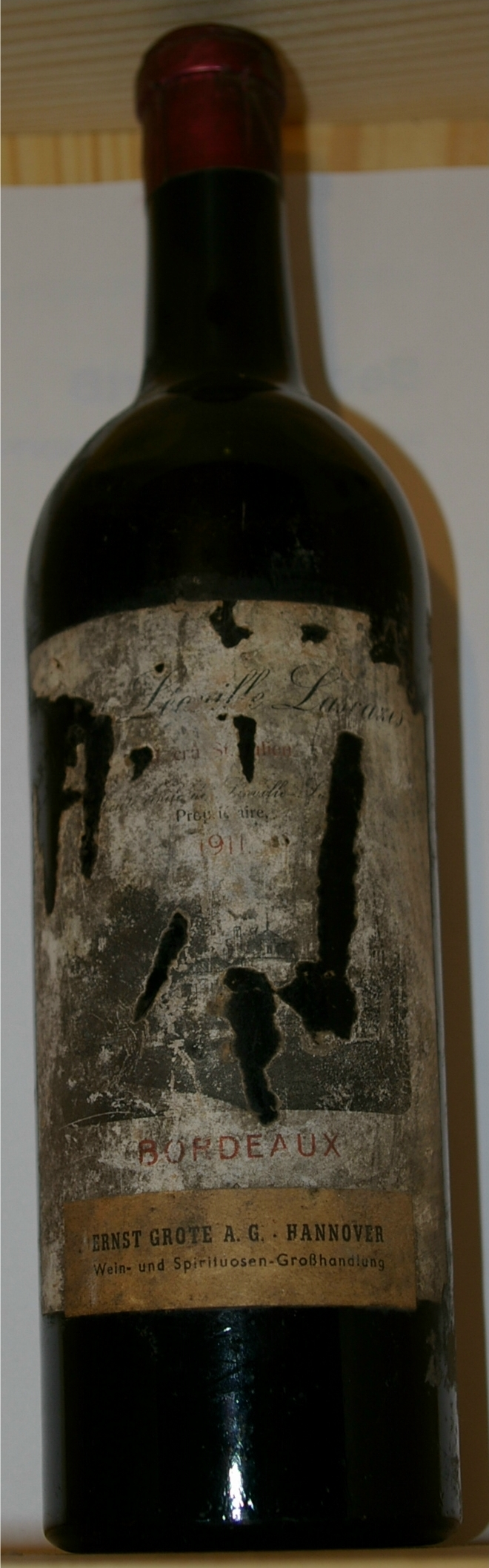
Château Léoville-Lascases (Saint Julien)
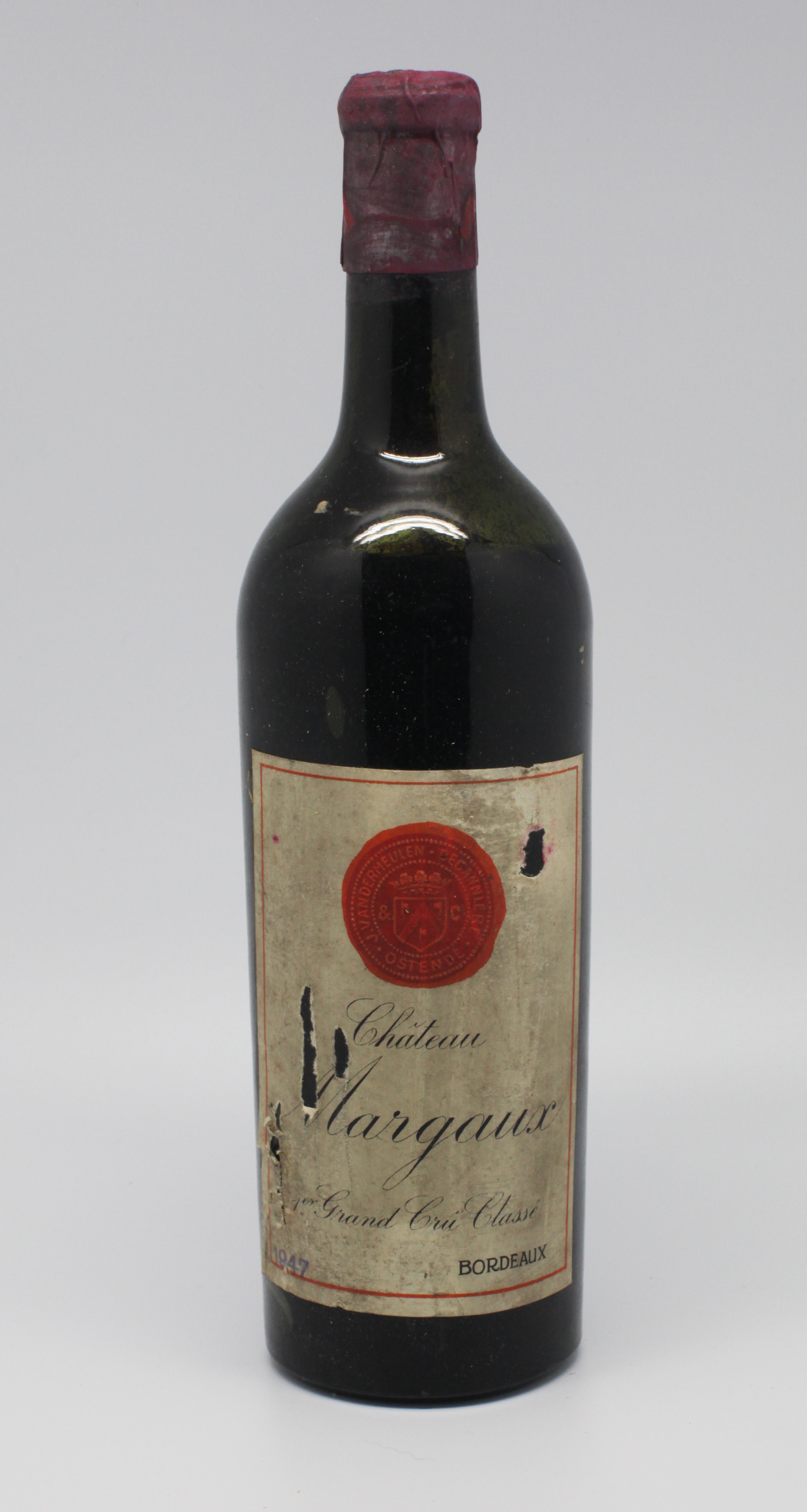
Château Margaux (Margaux)

## Toponiemen
De naam Médoc wordt verwezen in de naam van verschillende (voormalige) gemeenten en plaatsen in de streek:
Castelnau-de-Médoc,
Cissac-Médoc,
Civrac-en-Médoc,
Cussac-Fort-Médoc,
Gaillan-en-Médoc,
Lesparre-Médoc,
Listrac-Médoc,
Ludon-Médoc,
Moulis-en-Médoc,
Le Pian-Médoc,
Prignac-en-Médoc,
Saint-Aubin-de-Médoc,
Saint-Christoly-Médoc,
Saint-Laurent-Médoc,
Saint-Vivien-de-Médoc,
Saint-Yzans-de-Médoc en 
Le Taillan-Médoc.